# ویلمرسدرف
ویلمسدرف از محلات داخلی در برلین است.
ژرومه بواتنگ بازیکن بایرن مونیخ و تیم ملی فوتبال در این محل بزرگ شده‌است

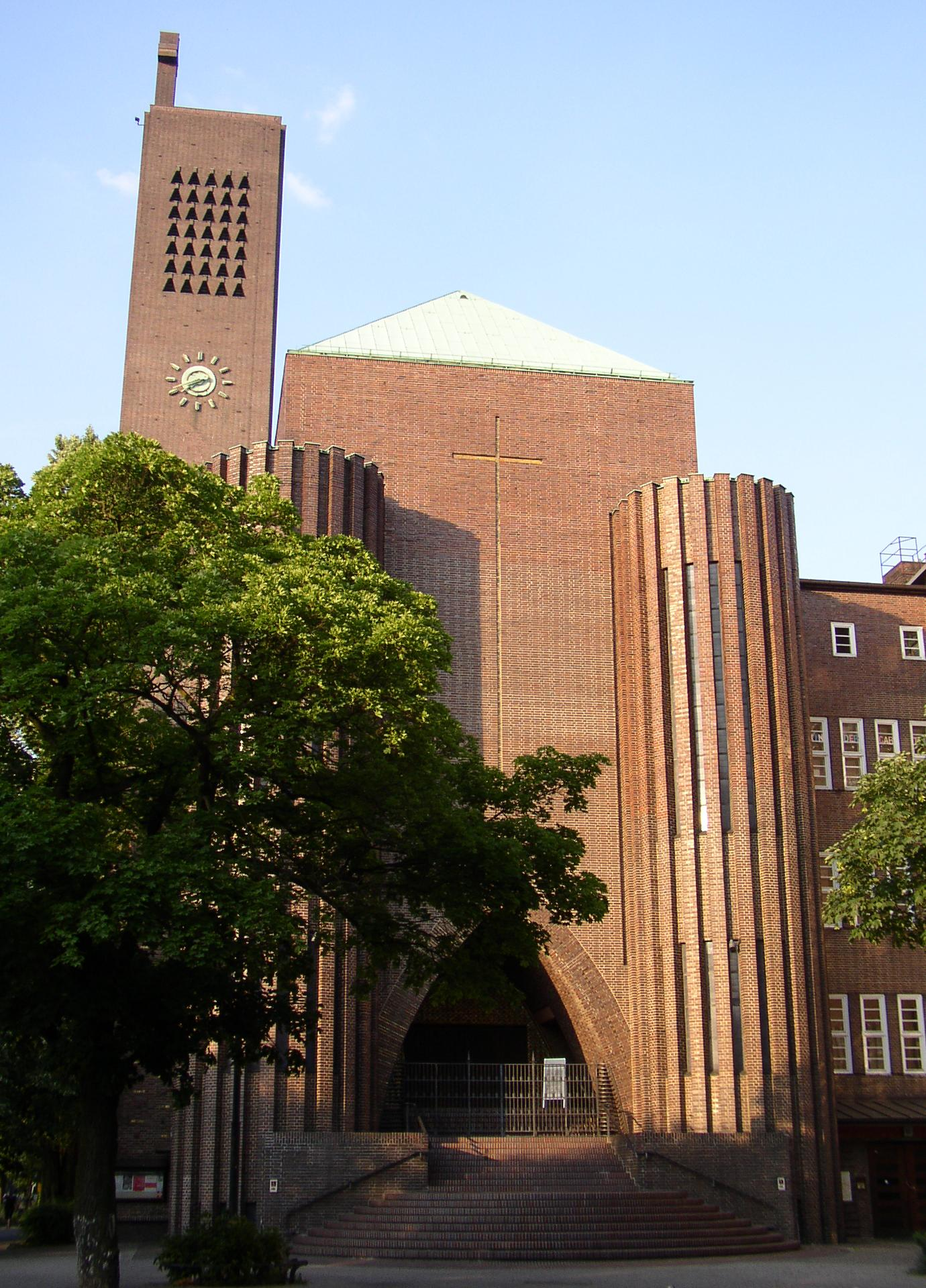
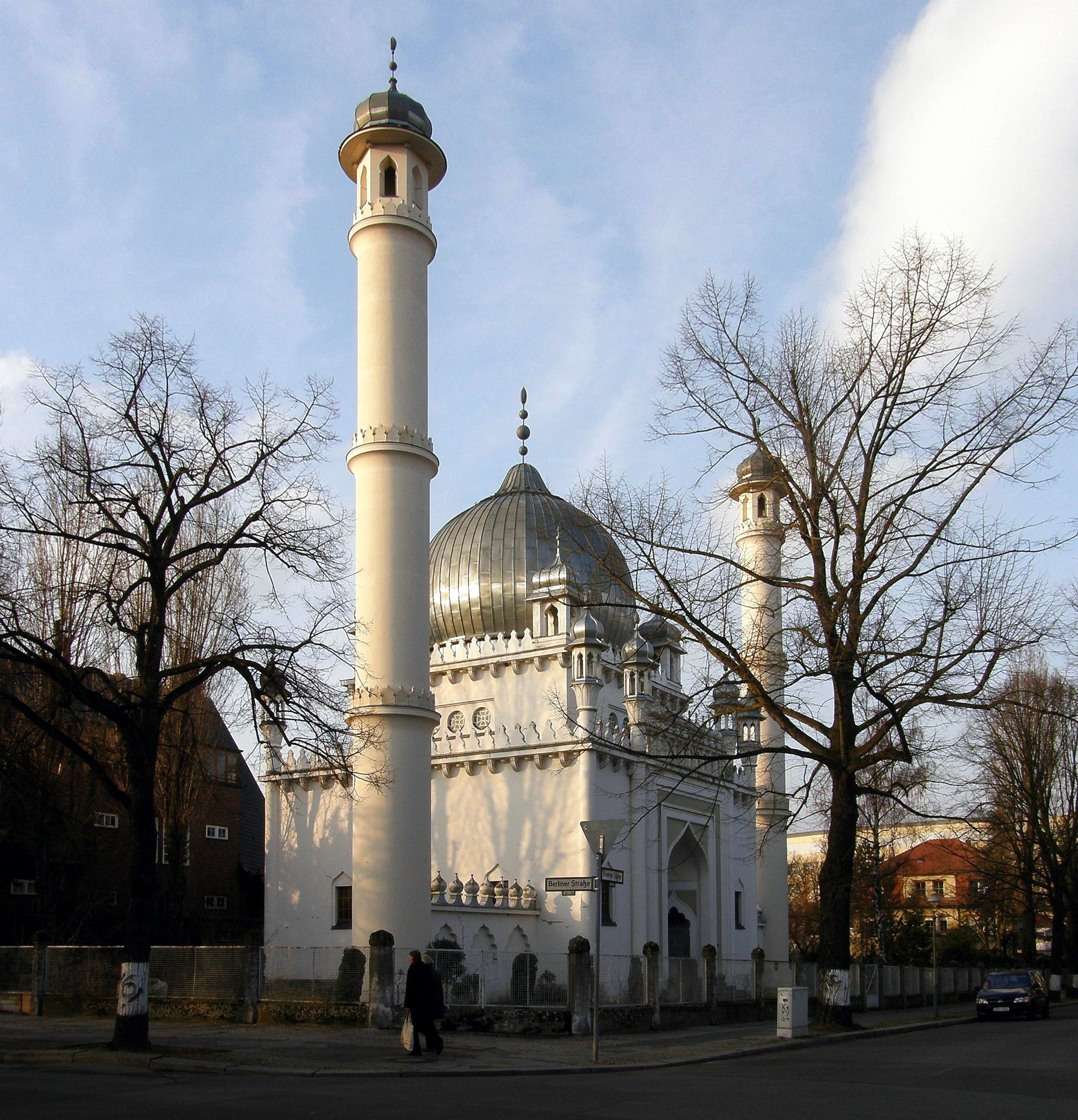
مسجد برلین
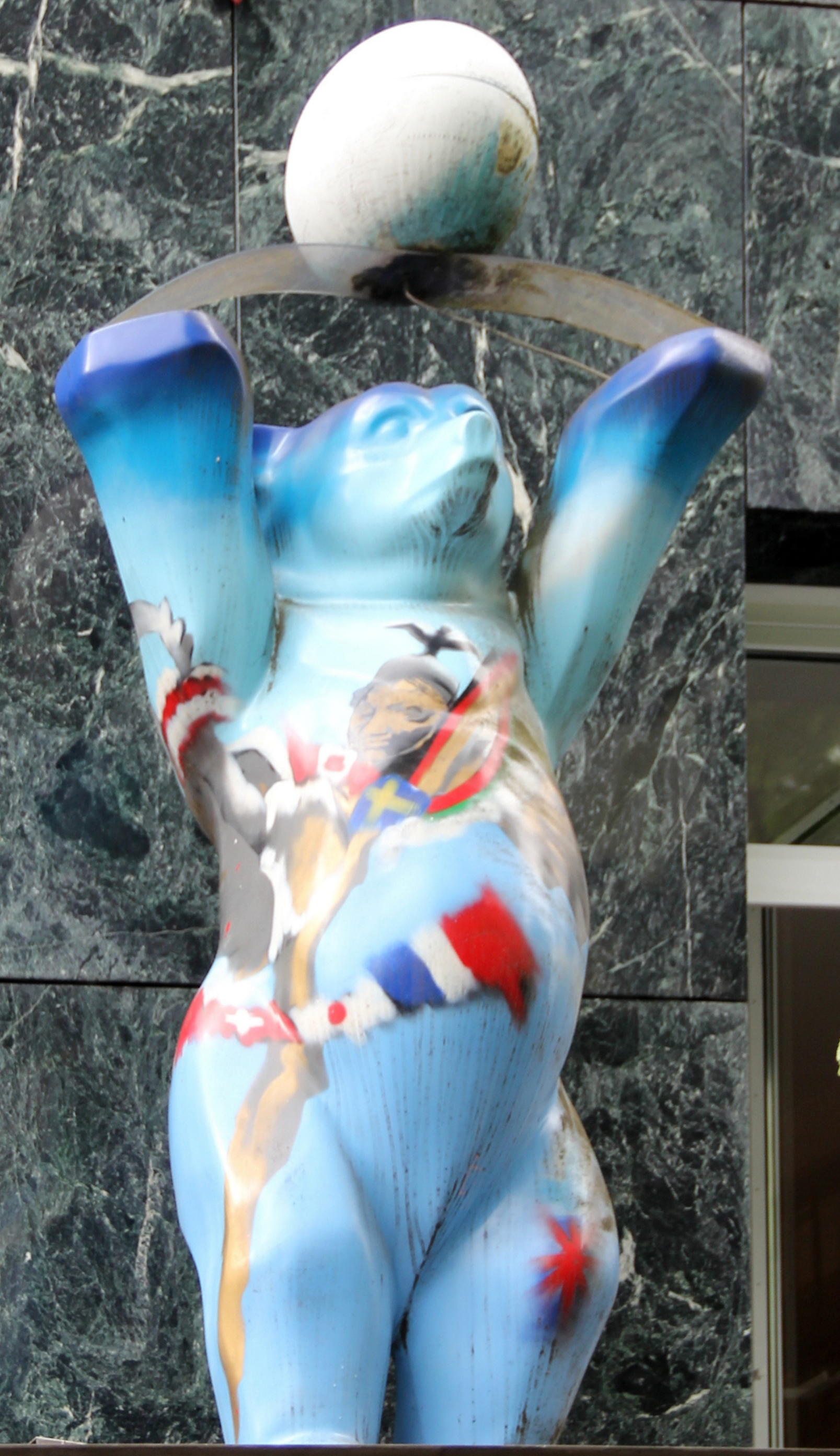
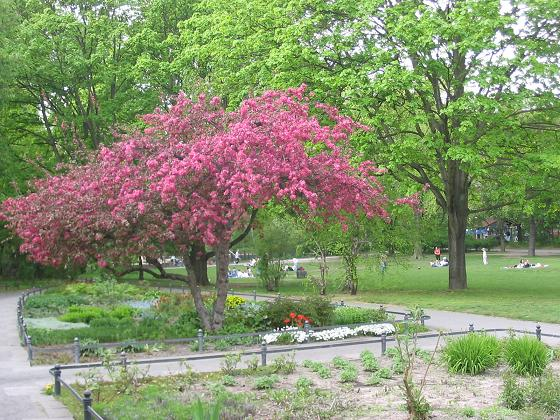